# Fernando Filoni
Fernando Filoni (Manduria, 16 april 1946) is een Italiaans geestelijke en een kardinaal van de Rooms-Katholieke Kerk.

## Levensloop
Filoni, afgestudeerd filosoof en kerkjurist, werd op 3 juli 1970 priester gewijd. Hij trad in 1981 in diplomatieke dienst van de Heilige Stoel. Hij werkte achtereenvolgens op de apostolische nuntiaturen in Sri Lanka, Iran, Brazilië en de Filipijnen.
Op 17 januari 2001 werd Filoni benoemd tot apostolisch nuntius voor Irak en Jordanië en tot titulair aartsbisschop van Volturnum; zijn bisschopswijding vond plaats op 19 maart 2001. In de hoedanigheid van nuntius maakte hij de Amerikaanse inval in Irak in 2003 mee en de val van Sadam Houssein. In 2006 werd hij nuntius voor de Filipijnen. Op 9 juni 2007 werd hij benoemd tot substituut op het staatssecretariaat van de Heilige Stoel, belast met de leiding van de zogeheten tweede afdeling.
Op 10 mei 2011 werd Filoni benoemd tot prefect van de Congregatie voor de Evangelisatie van de Volkeren, als opvolger van Ivan kardinaal Dias die met emeritaat was gegaan.
Filoni werd tijdens het consistorie van 18 februari 2012 kardinaal gecreëerd, met de rang van kardinaal-diaken. Zijn titeldiakonie werd de Nostra Signora di Coromoto in San Giovanni di Dio. Filoni nam deel aan het conclaaf van 2013.
Op 8 augustus 2014 werd Filoni benoemd tot speciaal en persoonlijk gezant van paus Franciscus in Irak.
Op 28 juni 2018 werd Filoni bevorderd tot kardinaal-bisschop van Nostra Signora di Coromoto in San Giovanni di Dio (pro hac vice), zonder toekenning van een suburbicair bisdom.
Op 8 december 2019 volgde Filoni kardinaal Edwin O'Brien op als grootmeester van de Orde van het Heilig Graf.
- Bibliothèque nationale de France: cb159383808 (data)
- Gemeinsame Normdatei: 1073315452
- International Standard Name Identifier: 0000 0000 7851 4715
- Library of Congress Control Number: no2010082270
- Nationale Bibliotheek van Tsjechië: uk20211112468
- Istituto Centrale per il Catalogo Unico: UMCV030137
- Système universitaire de documentation: 13981437X
- Virtual International Authority File: 78798798
- WorldCat: E39PBJxMqgvMPMpVpbTJKTWqwC